# Bushiribana
Bushiribana is een nederzetting in de regio Paradera aan de noordkust van Aruba. Het staat vooral bekend om de goudstamperijruïne.

## Geologie
Aan het eind van het Krijt-tijdperk vonden er aanzienlijke geologische verschuivingen plaats op aarde. Nieuwe vloeibare gesteentes, bekend als het Aruba-batholiet, drongen door scheuren in de oude vulkaan, de Aruba Lava Formatie, naar boven. Deze gesteente vormden gangen en stolden. Een van de steensoorten die daaruit ontstond, is gabbro. Gabbro heeft een antracietkleur en vertoont glinsterende mineralen bij nadere beschouwing. Het wordt gevonden in het gebied van Matividiri. Deze steensoort werd gebruikt bij de bouw van de goudstamperij van Bushiribana.

## Goudkoorts
Omlaaggespoelde goud staat bekend als alluviaal goud. Het spoelt naar beneden in de vorm van goudstof, goudflintertjes, goudkorreltjes en soms goudklompjes. Na de Arubaanse goldrush van 1824 to 1829, waarin alluviaal goud werd gevonden, bleek de hoeveelheid ervan uiteindelijk te verminderen en leverden de goudafzettingen niet meer op. In de loop van de eeuw begonnen goudmaatschappijen te zoek naar de bron van dit goud, de kwartsaders. Deze aders kwamen soms aan de oppervlakte en verdwenen vervolgens weer onder de grond.

## Goudstamperij
Tijdens de periode van 1872 tot 1915, toen er goud werd gewonnen op het eiland, waren er twee goudfabrieken actief. Dat waren de goudstamperij van Bushiribana en de goudsmelterij van Balashi.
In 1872 bouwde de Aruba Island Goldmining Company een goudsmelterij met stampmolen bij Bushiribana, in het hart van het goudwinninsgebied waar kwarts voorkwam. De maatschappij legde ook het eerste pier van de haven van Aruba, genaamd Waaf di Compania op Forti Abou, aan en bouwde een tien kilometer lange weg om de machines te vervoeren. De goudstamperij omvatte stoommachines, stampmolens, zoetwaterreservoirs, en ovens. Gedurende twintig jaar leed de fabriek verlies. Het goud werd gewonnen door het te verbinden met kwik, waarbij ongeveer de helft van het goud verloren ging. Vanaf 1897 werden de afvalbergen van Bushiribana opnieuw bewerkt met behulp van het recent uitgevonden cyanideproces, en pas toen werd de goudwinning enigszins winstgevend. In 1899 nam een stampmolen bij Balashi het werk over.
Het goud was vooral afkomstig langs de een van de twee-honderd goudhoudende kwartsaders die langs de noordkust uit de diepte van Aruba aan de oppervlakte kwam.

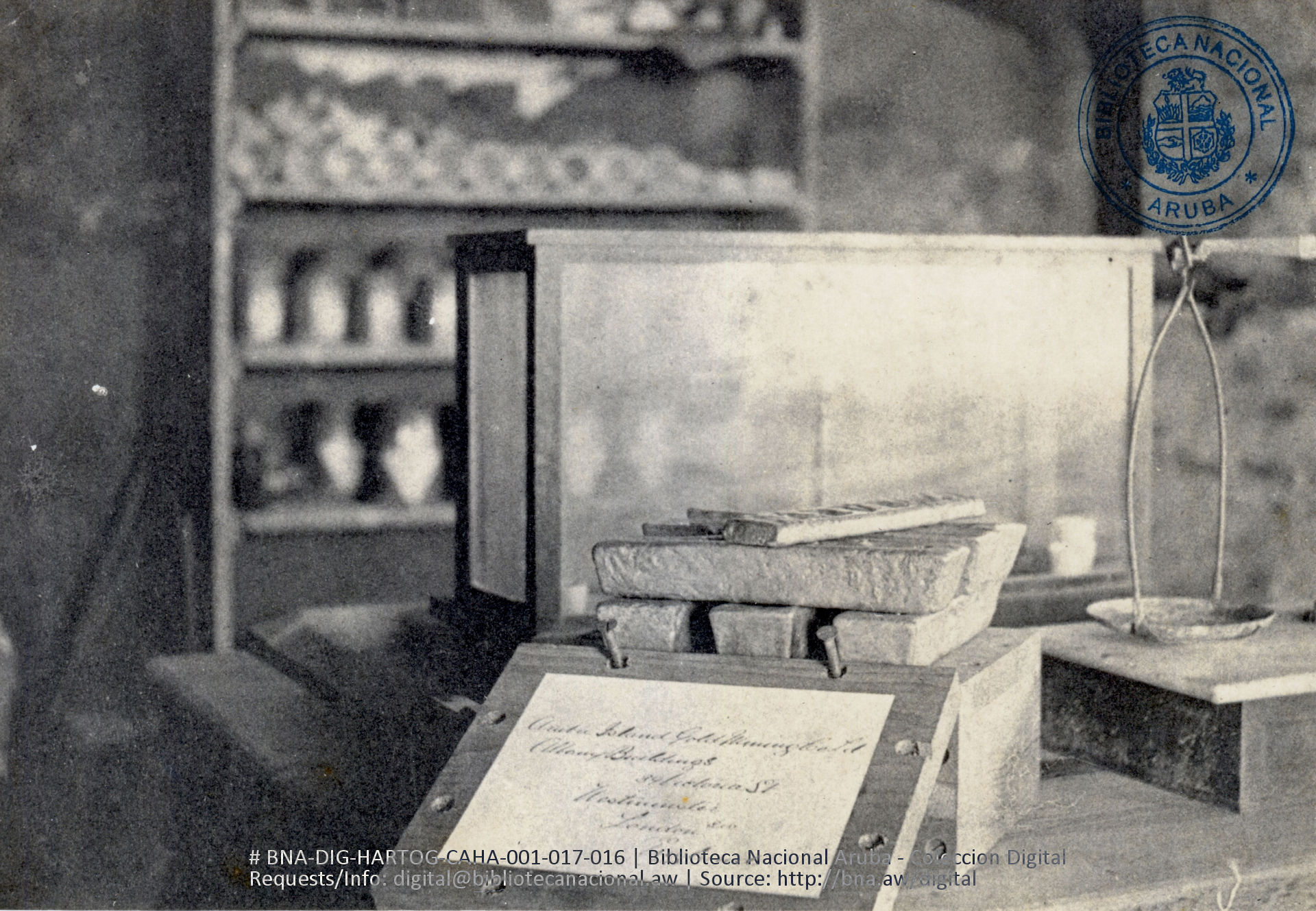
Kantoor van de Aruba Island Gold Mining Company, plm (1878) Op de voorgrond een kistje, waarin de staven goud werden verstuurd. Het adres luidt: Aruba Island Gold Mining Company, Albany Buildings, 39 Victoria Street, Westminster, London, England.